# Великий диктатор
«Вели́кий дикта́тор» (англ. The Great Dictator, другое название — The Dictator) — классический кинофильм Чарли Чаплина, политическая сатира на нацизм и в особенности на Гитлера.
Премьера фильма состоялась 15 октября 1940 года. «Великий диктатор» — первый полностью звуковой фильм в творчестве Чаплина — был очень нетипичен для США того времени, так как во время его создания США и Германия ещё находились в состоянии мира. Фильм имел большой коммерческий успех и в то же время вызвал большие споры из-за политической подоплёки.
Картина удостоена пяти номинаций на премию «Оскар», включая за лучший фильм года, лучшую мужскую роль (Чаплин) и мужскую роль второго плана (Джек Оуки). Последний фильм, где использовался образ бродяги Чарли.

## Сюжет
Начало фильма — окопная сцена Первой мировой войны. Герой Чаплина, рядовой (в мирной жизни — еврей-цирюльник), сражается в составе армии Томэнии (вымышленное государство, явная пародия на Германию). Ему удаётся спасти лётчика Шульца (Реджинальд Гардинер) (рядовой помогает обессилевшему Шульцу вести самолёт), однако в результате жёсткой посадки солдат теряет память и попадает в больницу.
Прошли годы. В проигравшей Первую мировую войну Томэнии к власти пришёл диктатор Аденоид Хинкель (пародия на Гитлера), по иронии судьбы, похожий на цирюльника, как близнец. Ему помогают править министры Гарбич (Генри Дэниелл) (намёк на Геббельса, по-английски — «мусор») и Херринг (Билли Гилберт) («селёдка», пародия на Геринга). Еврейский квартал превращён в гетто. По улицам вместо полицейских ходят штурмовики.
Однако цирюльник — бывший солдат — не знает об этом: всё это время он лежал в психиатрической клинике. Покинув больницу, он возвращается в свою цирюльню и начинает приводить её в порядок, готовясь возвращаться к работе. В это время штурмовик начинает писать на витрине цирюльни «еврей». Цирюльник, всё ещё не ведающий о царящих в стране беззаконии и жестокости, пытается остановить штурмовика. Начинается драка, в которую на стороне цирюльника включается и симпатичная соседка Ханна (Полетт Годдар).
После этого штурмовики пытаются поймать и проучить цирюльника. Им это почти удаётся. Цирюльника, которого штурмовики уже собрались повесить на фонарном столбе, спасает случайное появление Шульца (того самого лётчика), который за прошедшие годы стал приближенной к диктатору персоной. Тот узнаёт своего спасителя и требует прекратить его преследования.
Между тем Хинкель, под влиянием своего министра Гарбича, начинает мечтать о мировом владычестве. Однако, на пути к мечте, первым этапом осуществления которой должен стать захват страны Остерлих (явный намёк на Австрию, немецкое название которой — Остеррайх), встают трудности финансового плана. Ни одно государство не желает давать кредиты Томэнии; единственный, кто может дать деньги, — еврейский банкир Эпштейн. Чтобы задобрить его, Хинкель приказывает прекратить все преследования евреев.
Жизнь в еврейском квартале вновь стала благодатной. Штурмовики ведут себя вежливо и даже предупредительно помогают евреям. Цирюльник расширяет свою деятельность, прочие евреи тоже мирно занимаются торговлей и ремёслами и процветают. Цирюльник и Ханна испытывают друг к другу романтические чувства. Однако банкир отказывает диктатору. Месть Хинкеля — возобновление преследования евреев в ещё более широких масштабах. Штурмовики устраивают в еврейском гетто погром и сжигают цирюльню. Цирюльнику и Ханне удаётся спастись на крыше соседнего дома.
Шульц, осознавший гибельность и бесчеловечность политики Хинкеля, в лицо заявляет ему протест и попадает в концлагерь. Однако ему удаётся оттуда бежать, и он укрывается в гетто, где вместе с цирюльником и его соседями планирует заговор против Хинкеля. Цель заговора — взорвать дворец диктатора. Однако сам Шульц не может сыграть роль бомбиста (его все знают). Для определения героя, который должен будет пожертвовать собою ради свободы родины, устраивается своеобразная лотерея: все участники заговора (кроме Шульца) получают порцию пудинга. Тот, в чьей порции окажется запечена монетка, станет героем. Однако Ханна, узнав о замысле Шульца, запекает по монете в каждую порцию. Заговорщики поневоле перекладывают тихонько монетки друг другу, а простоватый цирюльник просто набивает рот несколькими монетами. В результате Ханна раскрывает свою хитрость с монетами, и заговорщики решают отказаться от своего несвойственного евреям агрессивного замысла и попросту переехать в страну получше — в Остерлих.
Тем временем обостряются отношения между Хинкелем и его соседом Бензино Напалони (Джек Оуки), диггатиче государства Бактерия (намёк на Муссолини, дуче Италии): он тоже намерен захватить Остерлих и даже уже успел придвинуть свои войска к границе. Для переговоров по данному вопросу Напалони приглашается в столицу Томэнии. Следует бурная комическая сцена между Хинкелем и Напалони; в конце концов, Хинкель обманывает Напалони и тот соглашается отвести свои войска.
Тем временем в гетто врываются штурмовики, разыскивающие Шульца. Цирюльник пытается помочь ему спастись; после погони по крышам оба схвачены и отправлены в концлагерь, но некоторым соседям, в том числе и Ханне, удаётся уехать в Остерлих. Шульц и цирюльник совершают побег, переодевшись в военную форму. Они направляются к границе с целью бежать в Остерлих. В это время всё уже готово к вторжению томэнских войск в Остерлих. Однако Хинкель, случайно упавший в воду во время охоты на уток, выловлен оттуда штурмовиками, разыскивавшими сбежавшего цирюльника, принят за оного и отправлен в концлагерь. Зато военные принимают цирюльника за Хинкеля, и он въезжает в Остерлих как триумфатор.
На митинге, организованном по поводу присоединения Остерлиха к Томэнии, диктатор должен произнести речь. Цирюльник на подкашивающихся ногах подходит к микрофону, но собирается с силами и начинает говорить. Однако говорит он совсем не то, что ожидают услышать от диктатора, — он говорит, что не хочет никого покорять. Он говорит о братстве всех людей, о том, что все должны помогать друг другу. Он говорит о том, что люди из-за своих амбиций перестали быть людьми. Он говорит, что людям нужно меньше техники и больше человечности. Он призывает всех людей объединиться в борьбе с тиранией. В конце своей речи цирюльник обращается к Ханне. Она слушала выступление по радио и, разумеется, была удивлена, услышав, как диктатор обращается прямо к ней. Последние кадры фильма — Ханна, наполненная чувством оптимизма, смотрит вверх. 

### Известные сцены
Фильм содержит некоторые из наиболее известных сцен Чаплина. Речь Хинкеля в начале фильма — весьма правдоподобная пародия на ораторский стиль Гитлера. Интересна сцена, в которой цирюльник бреет клиента под звуки «Венгерского танца № 5» Иоганна Брамса. Но самая известная сцена фильма («сцена с глобусом», «танец с глобусом») — та, в которой очарованный мечтой о мировом владычестве диктатор танцует «в паре» с глобусом (вернее, с воздушным шаром в виде глобуса) под звуки увертюры Вагнера «Лоэнгрин».
Фильм кончается сценой того, как цирюльник, принятый за диктатора, читает речь на митинге по поводу захвата Томэнией Остерлиха (явное указание на аншлюс Австрии Германией 12 марта 1938 года). Эта речь часто интерпретируется критиками как выражение собственных взглядов Чаплина. Часто эту спорную речь, полную политических мотивов, рассматривают как одну из причин изгнания Чаплина из США в эпоху маккартизма (подробности см. в статье о Чаплине).
Что интересно, трибуной для выступления в этой сцене является монумент, на котором написано слово «Liberty» (с англ. — «Свобода»). Это можно заметить в тот момент, когда герой Чаплина поднимается по ней.
Более скрытым политическим посланием было то, что некоторые вывески на домах в еврейском гетто были написаны на эсперанто (международный язык эсперанто был создан Лазарем Заменгофом, польским евреем).
Ещё одной знаменитой сценой стала встреча Хинкеля и Бензино Напалони. Хинкель, чтобы подчеркнуть своё превосходство, пытается сесть выше Бензино Напалони. Затем они соревнуются в парикмахерской — кто выше сядет в поднимающемся кресле. Идея сцены появилась во время встречи Чаплина с королём Бельгии, который также намеренно садился на стул с более высокими ножками, чем был у Чаплина.

## В ролях
- Чарли Чаплин — Аденоид Хинкель / цирюльник
- Полетт Годдар — Ханна
- Джек Оуки — Бензино Напалони
- Реджиналд Гардинер — командующий Шульц
- Генри Дэниелл — Гарбич
- Билли Гилберт — маршал Херринг
- Грейс Хейл — мадам Напалони
- Хэнк Манн — штурмовик
- Эмма Данн — миссис Джекел

## Создание
Сценарий был написан Чаплином, который являлся также и режиссёром фильма.
Идея фильма возникла из-за сходства Бродяги (герой Чаплина) и Гитлера, прежде всего из-за усов. Были и другие пункты сходства между Чаплином и Гитлером: оба родились в апреле 1889 года (Чаплин был всего на четыре дня старше Гитлера) и выросли в бедности. Также Чаплина волновал рост преследований евреев в Европе в тридцатых годах, о чём он узнавал напрямую от своих европейских друзей и коллег-евреев. Чаплин работал над сценарием в течение 1938 и 1939 годов.
Съёмки начались в сентябре 1939 года, через неделю после начала Второй мировой войны. Фильм был большей частью снят на киностудии Чаплина «Chaplin Studios» и в окрестностях Лос-Анджелеса (например, на улице Лорел Каньон). Через шесть месяцев, к моменту окончания съёмок фильма, Франция уже была захвачена нацистами. Речь в конце фильма была введена в сценарий уже во время съёмок, она была написана Чаплином под впечатлением событий в Европе.
Этот фильм был первым по-настоящему звуковым фильмом Чаплина (а вообще эпоха немого кино закончилась уже в 20-х годах), он также помог Чаплину избавиться от обвинений в луддизме, которые предъявлялись ему после выхода немого фильма «Новые времена» в 1936 году.
Когда позднее журналисты спрашивали Чаплина о создании фильма с таким щекотливым сюжетом, Чаплин отвечал: «В ходе создания фильма мне стали приходить беспокойные письма из „United Artists“… однако я был полон решимости доделать этот фильм, потому что Гитлер должен был быть высмеян».
Имена соратников Хинкеля похожи на имена соратников Гитлера. Гарбич (что звучит похоже на garbage с англ. — «мусор»), правая рука Хинкеля, похож на Йозефа Геббельса, маршал Херринг был явно скопирован с шефа люфтваффе Германа Геринга. Также нет сомнения в том, что Бензино Напалони был пародией на Бенито Муссолини.
В автобиографии, опубликованной в 1964 году, Чаплин пишет: «Конечно, если бы я знал тогда о подлинных ужасах немецких концлагерей, я не смог бы сделать „Диктатора“, не смог бы смеяться над нацистами, над их чудовищной манией уничтожения».

## Прокат и критика
Создание фильма совпало с ростом международной напряжённости. Ходили слухи, что этот фильм, как и некоторые другие антифашистские фильмы (например, «Смертельная буря» и «Четыре сына»), не выйдет в прокат, чтобы не навредить нейтральным отношениям между США и Германией. Однако этого не произошло из-за того, что Чаплин был финансово и творчески независим от других студий. К тому же отказ вывести фильм в прокат привёл бы к банкротству Чаплина, так как он вложил в него 1,5 миллиона долларов.
В конце концов, премьера фильма в Нью-Йорке состоялась в сентябре 1940 года, в остальной части США — в октябре, а в Великобритании — в декабре того же года. Во Франции премьера фильма состоялась в апреле 1945 года, после освобождения Парижа.
Фильм был хорошо принят после премьеры и был популярен среди американской публики. Реакции критиков были неоднозначны, многие критиковали речь в конце фильма. Многие также считали некорректным образ штурмовиков из фильма.
Однако еврейская публика была тронута положительным изображением персонажей-евреев, поскольку подобное относилось к табуированным темам в тогдашнем Голливуде из-за господства христианско-консервативных идей.

Фильм запретили в Перу[когда?], Испании[когда?] и Японии[когда?], которая в официальном отказе заявила: «Все антинацистские фильмы в Японии запрещены». Сатирическое изображение Гитлера стало своего рода сенсацией, однако наибольший страх вызвала финальная речь Чаплина: «Жизнь может быть свободной и прекрасной, но мы сбились с верного пути. Алчность отравила души людей, разделила мир ненавистью, ввергла нас в страдания и кровопролитие. Мы все наращивали скорость, но заперли себя в темнице. Машины, которые дают изобилие, оставили нас в нужде. Наши знания сделали нас циничными, наша рассудительность сделала нас холодными и жестокими. Мы слишком много думаем и слишком мало чувствуем. Нам нужны не столько технологии, сколько человечность. Не столько ум, сколько доброта и мягкость. Без этих качеств жизнь станет жестокой и потеряет смысл».— Дон Б. Соува
Согласно мемуарам маршала К. А. Мерецкова, во время Великой Отечественной войны фильм был предложен для проката в СССР, но после закрытого просмотра для членов правительства Сталин дал низкую оценку художественным качествам фильма.
В документальном фильме «The Tramp and the Dictator» (2001 год) сообщается, что фильм был послан Гитлеру, и Гитлер сам видел этот фильм (этот факт подтверждается свидетелями). По данным IMDb, Чаплин, услышав, что Гитлер посмотрел фильм, сказал: «Я бы отдал всё, чтобы узнать, что он думает об этом фильме».
Фильм демонстрировался в Лондоне во время битвы за Британию и, как сообщалось, способствовал поднятию боевого духа.

## Призы и номинации
Фильм был номинирован на премию Оскар за лучший фильм, Чаплин получил номинацию «Лучший актёр», а Оуки — «Лучший актёр второго плана».
- 1941 — Премия «Оскар»
  - Лучший актёр — Чарльз Чаплин
  - Лучший актёр второго плана — Джек Оуки
  - Лучшая музыка — Мередит Уиллсон
  - Лучший фильм
  - Лучший оригинальный сценарий — Чарльз Чаплин

Фильм был занесен в Национальный реестр фильмов США.

## Галерея
- Цирюльник на фронте с гранатой
- Цирюльник и Шульц в самолёте
- Цирюльник и Ханна
- Цирюльник ест пудинг и пытается проглотить монетку
- Выступление Аденоида Хинкеля
- Аденоид Хинкель позирует
- Аденоид Хинкель с глобусом
- Танец Аденоида Хинкеля с глобусом
- Аденоид Хинкель и Бензино Наполони
- Торжественная встреча цирюльника-лжедиктатора и Шульца
- Цирюльник-лжедиктатор и Шульц на митинге
- Цирюльник-лжедиктатор произносит речь

## Факты
- В фильме «Железное небо» 2012 года изображено вымышленное нацистское государство Четвёртый рейх, в котором «Великий диктатор» показывался с таким количеством купюр, что превращался в короткометражный пронацистский фильм[4]. В частности, сцена с глобусом трактовалась так:

«Великий диктатор» Чарли Чаплина — одна из величайших в истории короткометражек, демонстрирующая мечту о том, что однажды весь мир окажется в нежных и опытных руках фюрера.— Рената Рихтер, персонаж «Железного неба»
- «Великий диктатор» стал последним фильмом Чаплина, в котором использовался образ Бродяги.
- Раскрыть тему истребления евреев нацистами в форме обличительной комедии в 1997 году попытался и режиссёр Роберто Бениньи в фильме «Жизнь прекрасна».